# Franz-Josef Kuhn
Franz-Josef Kuhn, auch Franz Josef Kuhn, (* 24. April 1883 in Langenbrücken; † 25. Oktober 1959 ebenda) war ein deutscher Landwirt und Politiker.
Kuhn entstammte einer katholischen Bauernfamilie. Er war ebenfalls als Landwirt tätig. Während der Weimarer Republik war er Mitglied der Zentrumspartei.
1927 wurde Kuhn erstmals zum Bürgermeister seiner Heimatgemeinde Langenbrücken gewählt. Er amtierte bis 1937. 1946 gehörte er als Vertreter der Landwirte der Vorläufigen Volksvertretung von Württemberg-Baden an. 1948 wurde er erneut zum Bürgermeister von Langenbrücken gewählt. Ende 1952 trat er aus gesundheitlichen Gründen von seinem Amt zurück.
1952 wurde Kuhn mit dem Bundesverdienstkreuz am Bande ausgezeichnet. 1958 wurde ihm die Ehrenbürgerschaft von Langenbrücken verliehen. 2009 wurde die Grundschule in Langenbrücken in Franz-Josef-Kuhn-Grundschule umbenannt.